# 朽木稙昌
朽木 稙昌（くつき たねまさ）は、江戸時代前期から中期にかけての大名。常陸国土浦藩の第2代藩主、丹波国福知山藩の初代藩主。福知山藩朽木家2代。

## 生涯
寛永20年（1643年）5月19日、土浦藩の初代藩主・朽木稙綱（朽木元綱の三男）の長男として誕生。万治3年（1660年）に父が死去したため、翌年に家督を継いだ。このとき、弟の朽木則綱に3,000石を分与している。
寛文7年（1667年）に奏者番に任じられる。寛文9年（1669年）9月、5,000石加増の3万2000石で丹波福知山藩に加増移封された。しかし移封のための出費、天災などにより藩財政が悪化し、元禄4年（1691年）には5ヵ年にわたる家臣の知行の半知を行なっている。また、足軽の大量解雇や藩札発行の停止などを実施しつつ文化の発展にも尽力した。正室の父・岡部宣勝の影響をうけて織部流の茶人でもあった。
宝永5年（1708年）6月25日、家督を長男の稙元に譲って隠居する。正徳4年（1714年）2月23日に死去した。享年72。

## 系譜
- 父：朽木稙綱（1605年 - 1660年）
- 母：長寿院 - 安藤重長養女、志水忠宗の娘
- 正室：作姫 - 台嶺院、岡部宣勝娘
  - 長男：朽木稙元（1664年 - 1721年）
  - 次男：朽木稙治（1665年 - 1741年）
- 側室：知光院
- 側室：桂芳院
- 生母不明の子女
  - 男子：土屋秀直
  - 男子：朽木稙栄
  - 男子：朽木昌充
  - 男子：朽木迪綱
  - 女子：久 - 宝光院、松平乗紀正室
  - 女子：大田原純清正室 - のち松平義堯継室
  - 女子：近藤政徳正室
  - 女子：池田政森正室
  - 女子：水谷勝時正室
  - 女子：藤堂良端正室